# Ябачки Дол
Ябачки Дол (мак. Јабачки Дол) — річка в Македонії, на гірському хребті Кожуф, на північний схід від села Конопіште. Впадає в річку Бошава. 